# Ernest Failloubaz

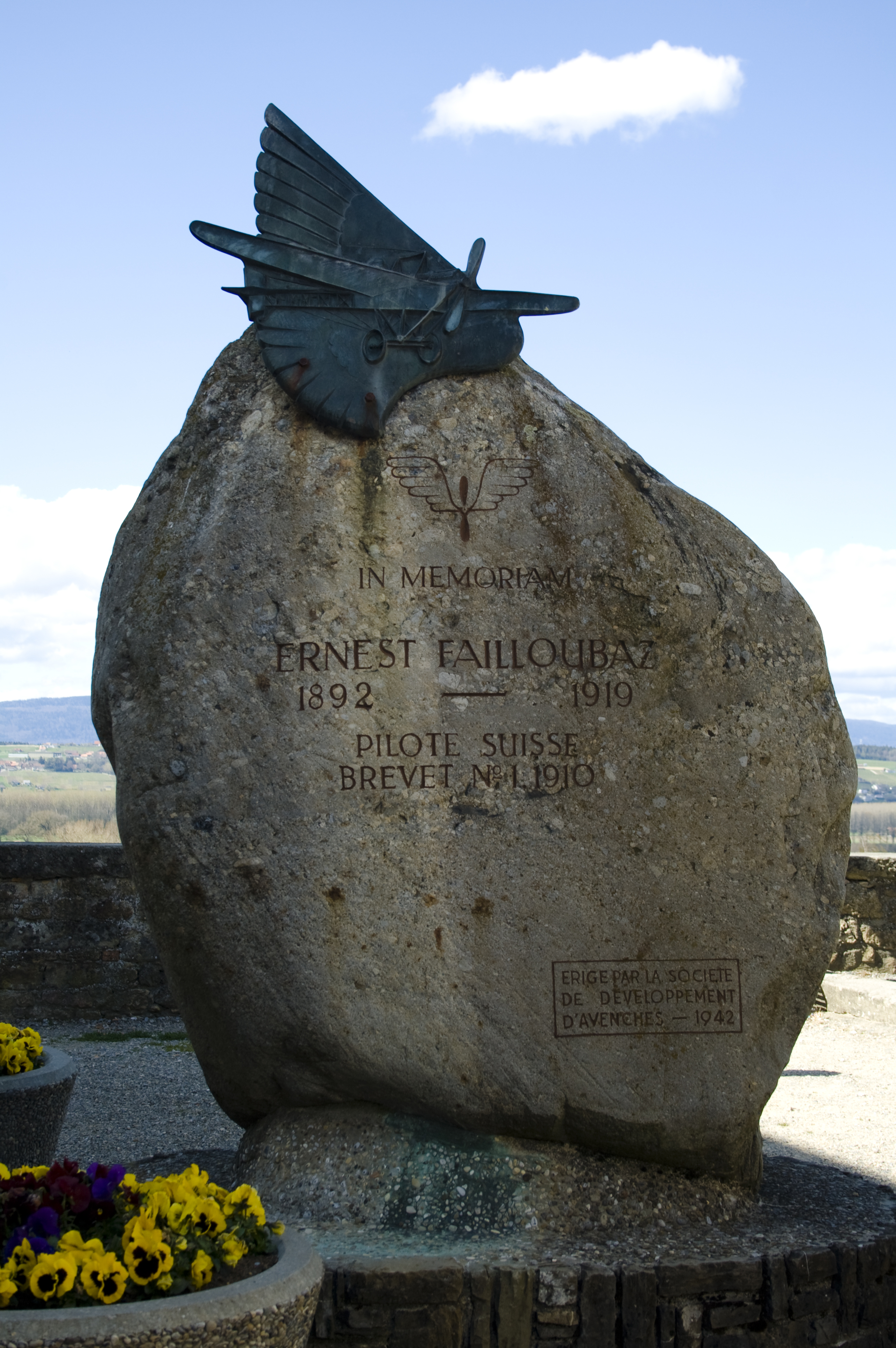
Monumento in onore di Ernest Failloubaz ad Avenches.

Ernest Failloubaz (Avenches, 27 luglio 1892 – Losanna, 14 maggio 1919) è stato un aviatore svizzero.

## Biografia
Il padre, Jules Failloubaz, un ricco commerciante di vini, morì nel 1896 seguito dalla madre nel 1902. Ereditò quindi il patrimonio di famiglia e mostrò subito la sua attrazione per la velocità e la meccanica. Successivamente acquistò una moto e una macchina Bugatti. Incontrò René Grandjean che costruì un aereo del peso di 210 kg equipaggiato con un motore di circa 40 cavalli, completato nel mese di ottobre 1909. Il primo volo, con Failloubaz ai comandi, avvenne il 10 maggio 1910.
Il 15 maggio 1910, durante il volo di omologazione, con Grandjean ai comandi, l'aereo decollò, salì fino a 25 metri, ma improvvisamente s'impennò e cadde al suolo con la coda in aria. Il pilota, espulso a venti metri, rimase illeso.
Impaziente, Failloubaz si recò a Parigi per comprare un aereo «La Demoiselle» costruito da Santos-Dumont e lo provò giornalmente nel terreno pianeggiante di Estivage. Qualche tempo dopo, riscontrati i limiti di questo aereo, tornò a Parigi per comprare da Blériot, l'aereo che aveva attraversato il canale della Manica nel 1909. Lo provò subito e si inscrisse ad un raduno in Alta Savoia, a Viry, e inviò l'aereo per ferrovia.
Nel settembre 1910, acquistò il biplano dei fratelli Armand ed Henri Dufaux. Il 25 settembre realizzò il primo volo, in Svizzera, da città a città, volando da Avenches a Payerne. Il 2 ottobre 1910 partecipò al suo primo raduno ad Avenches e l'8, 9 e 10 ottobre, alle giornate dell'aviazione di Berna dove realizzò un record di dutata di volo rimanendo in aria per 58 minuti e 17 secondi.
Il Consiglio federale svizzero creò il brevetto di pilota ed egli ebbe il numero 1. Nel 1912, divenne direttore dell'aerodromo di Dübendorf. Investì tutto il suo patrimonio fondando una scuola di pilotaggio ad Avenches, e successivamente acquisì la licenza Dufaux e l'antica fabbrica Delorme, senza grandi successi. Fu subito costretto a dichiarare bancarotta e fece il suo ultimo volo il 28 aprile 1916. Morì poi il 14 maggio 1919, a 27 anni, di tubercolosi presso l'Ospedale Cantonale di Losanna.